# Saint-Cyr-le-Chatoux
Saint-Cyr-le-Chatoux è un comune francese di 129 abitanti situato nel dipartimento del Rodano della regione Alvernia-Rodano-Alpi.

## Società

### Evoluzione demografica
Abitanti censiti